# American Housing Survey
Der American Housing Survey ist eine repräsentative, jährliche Wiederholungsbefragung von etwa 40.000 Personen in den USA (seit 1973). 
Die Befragung wird durch das Ministerium für Wohnungsbau und Stadtentwicklung der Vereinigten Staaten finanziert und vom United States Census Bureau durchgeführt. Sie findet im Abstand von 2 Jahren statt (in ungeraden Jahren). Das primäre Ziel ist es, die Entwicklung der Wohnungsqualität in den USA zu verfolgen. Dazu werden über 100 Kenngrößen erhoben.
Die Daten können auch zur Forschung genutzt werden (als Public-Use-File).